# Acer martinii
Acer martinii é uma espécie de árvore do gênero Acer, pertencente à família Aceraceae.